# Remember (Walking in the Sand)
Remember (Walking in the Sand) is een liedje dat is geschreven door George Morton en voor het eerst is opgenomen in 1964 door de Amerikaanse meidengroep The Shangri-Las.

## Versie van The Shangri-Las
Morton, een ambitieuze jongeman met vage ideeën om iets te gaan doen in de muziekwereld, zocht in New York een oude vriendin, Ellie Greenwich, op en maakte kennis met haar man, Jeff Barry. Beiden waren toen al succesvolle muziekproducenten en liedjesschrijvers. Morton pochte dat hij ook liedjesschrijver was en Barry nodigde hem prompt uit om eens iets van zijn werk te laten horen.
Morton moest nu wel. Hij maakte een afspraak met The Shangri-Las, een meidengroep die hij weleens had zien optreden, dat ze zijn liedje zouden zingen. Nu het liedje nog. Over de wijze waarop dat tot stand kwam, doen verschillende verhalen de ronde. Volgens Morton zelf zette hij op weg naar de studio even zijn auto aan de kant om het in twintig minuten op papier te zetten. In de studio maakte hij met The Shangri-Las en (nog steeds volgens Morton) de toen 15-jarige Billy Joel op piano een demo, die hij aan Barry kon laten horen. Die was enthousiast over het liedje en zowel Morton als The Shangri-Las kregen een contract bij Red Bird Records, waaraan Barry en Greenwich verbonden waren.
Het is onduidelijk hoe de uiteindelijke opname tot stand is gekomen en wat er daarbij van de demo is gebruikt. Volgens sommige berichten duurde de demo meer dan zeven minuten. In die tijd was dat voor een single onmogelijk lang. In het uiteindelijke nummer dooft het geluid geleidelijk uit na iets meer dan twee minuten. Het resultaat was in elk geval een liedje waarbij zangeres Mary Weiss afwisselend spreekt en zingt over haar geliefde, die vertrokken is naar ‘de andere kant van de zee’ en na twee jaar per brief laat weten dat hij een ander heeft, afgewisseld met sombere geluiden van de piano en een koortje van de andere meisjes, die bijna a capella zingen, alleen begeleid door handgeklap en het geluid van zeemeeuwen en brekende golven.
De plaat haalde de vijfde plaats in de Billboard Hot 100 en later de veertiende plaats in de UK Singles Chart, de hitparade van het Verenigd Koninkrijk. In de jaren zeventig is het nummer nog een paar maal opnieuw uitgebracht, steeds als achterkant van Leader of the Pack, de grootste hit van de groep.
Remember (Walking in the Sand) staat ook op de eerste lp van The Shangri-Las, die de naam Leader of the Pack kreeg, naar het gelijknamige nummer. De lp kwam uit in februari 1965.
In 1970 bracht Buddah Records een compilatie van Amerikaanse nummers uit het begin van de jaren zestig op de markt onder de titel Incense and Oldies. Hierop staat onder andere een versie van Remember (Walking in the Sand) zonder de geluidseffecten.
Het nummer werd in 2004 door het Amerikaanse muziektijdschrift Rolling Stone op de 395e plaats gezet in de ranglijst van The 500 Greatest Songs of All Time.

## Coverversies
Aerosmith nam het nummer op voor het album Night in the Ruts van 1979. De vroegere zangeres van The Shangri-Las, Mary Weiss, trad op als achtergrondzangeres. Het nummer kwam ook uit als single en haalde de 67e plaats in de Billboard Hot 100. Het staat ook op het album Greatest Hits van 1980.
Mouth & MacNeal zetten het nummer op hun album How do you do uit 1972.
The Beach Boys namen het nummer op voor hun album Summer in paradise uit 1992.
The Go-Go's brachten het nummer in hun begintijd regelmatig live. Een live-versie uit 1981 staat op het album Return to the Valley of The Go-Go's uit 1994.

## Plagiaat
Toen in 1995 Free as a Bird uitkwam, een nummer uit de nalatenschap van John Lennon dat was bewerkt door de drie Beatles die toen nog in leven waren, viel velen de verwantschap met Remember (Walking in the Sand) op. Delen van de tekst (zoals de regel ‘Whatever happened to the life that we once knew’) waren vrijwel letterlijk overgenomen. Ook de melodie lijkt erop. Er is echter nooit een rechtszaak over het nummer gevoerd.